# Indische Cricket-Nationalmannschaft in Pakistan in der Saison 1989/90
Die Tour der indischen Cricket-Nationalmannschaft nach Pakistan in der Saison 1989/90 fand vom 15. November bis zum 22. Dezember 1989 statt. Die internationale Cricket-Tour war Bestandteil der Internationalen Cricket-Saison 1989/90 und umfasste vier Tests und vier ODIs. Pakistan gewann die ODI-Serie 2–0, während die Test-Serie 0–0 unentschieden endete.

## Vorgeschichte
Beide Mannschaften spielten zuvor in einem Sechs-Nationen-Turnier in Indien, dass durch Pakistan gewinnen werden konnte. Die letzte Begegnung der beiden Mannschaften bei einer Tour fand in der Saison 1986/87 in Indien statt.

## Stadien
Die folgenden Stadien wurden für die Tour als Austragungsort vorgesehen.
| Stadion            | Stadt      | Kapazität | Spiele          |
| ------------------ | ---------- | --------- | --------------- |
| Iqbal Stadium      | Faisalabad | 18.000    | 2. Test         |
| Jinnah Stadium     | Gujranwala | 40.000    | 2. ODI          |
| National Stadium   | Karachi    | 34.228    | 1. Test; 3. ODI |
| Gaddafi Stadium    | Lahore     | 60.000    | 3. Test; 4. ODI |
| Arbab Niaz Stadium | Peshawar   | 20.000    | 1. ODI          |
| Jinnah Stadium     | Sialkot    | 18.000    | 4. Test         |

## Tests

### Erster Test in Karachi
| 15. – 20. November Scorecard | Karachi | Pakistan 409 (116.5) & 305-5d (96) | – | Indien 262 (72.2) & 303-3 (96) |
|                              |         | Remis                              |   |                                |

### Zweiter Test in Faisalabad
| 23. – 28. November Scorecard | Faisalabad | Indien 288 (113.1) & 398-7 (116) | – | Pakistan 423-9d (132.3) |
|                              |            | Remis                            |   |                         |

### Dritter Test in Lahore
| 1. – 6. Dezember Scorecard | Lahore | Indien 509 (178.2) | – | Pakistan 699 (203.4) |
|                            |        | Remis              |   |                      |

### Vierter Test in Sialkot
| 9. – 14. Dezember Scorecard | Sialkot | Indien 324 (84.2) & 234-7 (84) | – | Pakistan 250 (103.4) |
|                             |         | Remis                          |   |                      |

## One-Day Internationals

### Erstes ODI in Peshawar
| 16. Dezember Scorecard | Peshawar | Pakistan       | – | Indien |
|                        |          | Spiel abgesagt |   |        |

### Zweites ODI in Gujranwala
| 18. Dezember Scorecard | Gujranwala | Pakistan 87-9 (16/16)       | – | Indien 80-9 (16/16) |
|                        |            | Pakistan gewinnt mit 7 Runs |   |                     |

### Drittes ODI in Karachi
| 20. Dezember Scorecard | Karachi | Pakistan 28-3 | – | Indien |
|                        |         | No Result     |   |        |

### Viertes ODI in Lahore
| 22. Dezember Scorecard | Lahore | Pakistan 150-8 (37/37)       | – | Indien 112 (30.2/37) |
|                        |        | Pakistan gewinnt mit 38 Runs |   |                      |